# Distretto di Pachaconas
Il distretto di Pachaconas è un distretto del Perù nella provincia di Antabamba (regione di Apurímac) con 1.174 abitanti al censimento 2007 dei quali 927 urbani e 247 rurali.
È stato istituito il 20 agosto 1872.